# Esholt
Esholt är en by i Bradfords unparished area, i distriktet Bradford, i grevskapet West Yorkshire, i England. Byn är belägen 7 kilometer från Bradford. Esholt var en civil parish 1866–1937 när den blev en del av Idle, Aireborough och Baildon. Civil parish hade 496 invånare år 1931.